# Inundações no Sudão em 2020
As inundações no Sudão em 2020 iniciaram no mês de setembro, quando chuvas abundantes e contínuas no país causaram uma inundação devastadora em pelo menos 16 estados sudaneses, com o Nilo Azul atingindo níveis de água não vistos há quase um século. É uma das enchentes mais severas da história registradas na região. O estado de emergência foi declarado e as equipes trabalharam para evitar danos aos sítios arqueológicos ameaçados. A enchente afetou mais de 500 000 pessoas, destruiu mais de 100 000 casas e deixou 102 mortos até o momento.